# كلافوس دي راندين
بلدية كلافوس دي راندين (بالإسبانية: Calvos de Randín) هي بلدية تقع في مقاطعة أورينسي التابعة لمنطقة غاليسيا شمال غرب إسبانيا.

## الديموغرافيا
بلغ عدد سكان بلدية كلافوس دي راندين 1.176 نسمة عام 2011 (وفقاً للمعهد الوطني للإحصاء الإسباني).
| 1.394 | 1.292 | 1.246 | 1.195 | 1.110 | 1.093 | 1.176 |